# 율란
율란(栗卵)은 대한민국의 전통 과자의 하나로 밤가루에 계핏가루와 꿀을 넣고 밤 모양으로 빚어 꿀과 잣가루를 묻혀 만든다. 원래 이 음식은 황해도 안악 지방의 향토 음식이다.

## 참고 문헌
- 이 문서에는 다음커뮤니케이션(현 카카오)에서 GFDL 또는 CC-SA 라이선스로 배포한 글로벌 세계대백과사전의 내용을 기초로 작성된 글이 포함되어 있습니다.